# Józef Ponikiewski
Józef Stanisław Edward Ponikiewski (ur. 30 listopada 1916 w Brylewie, zm. prawdopodobnie 4 lipca lub 5 lipca 1943 w katastrofie w Gibraltarze) – oficer Polskiej Marynarki Wojennej.

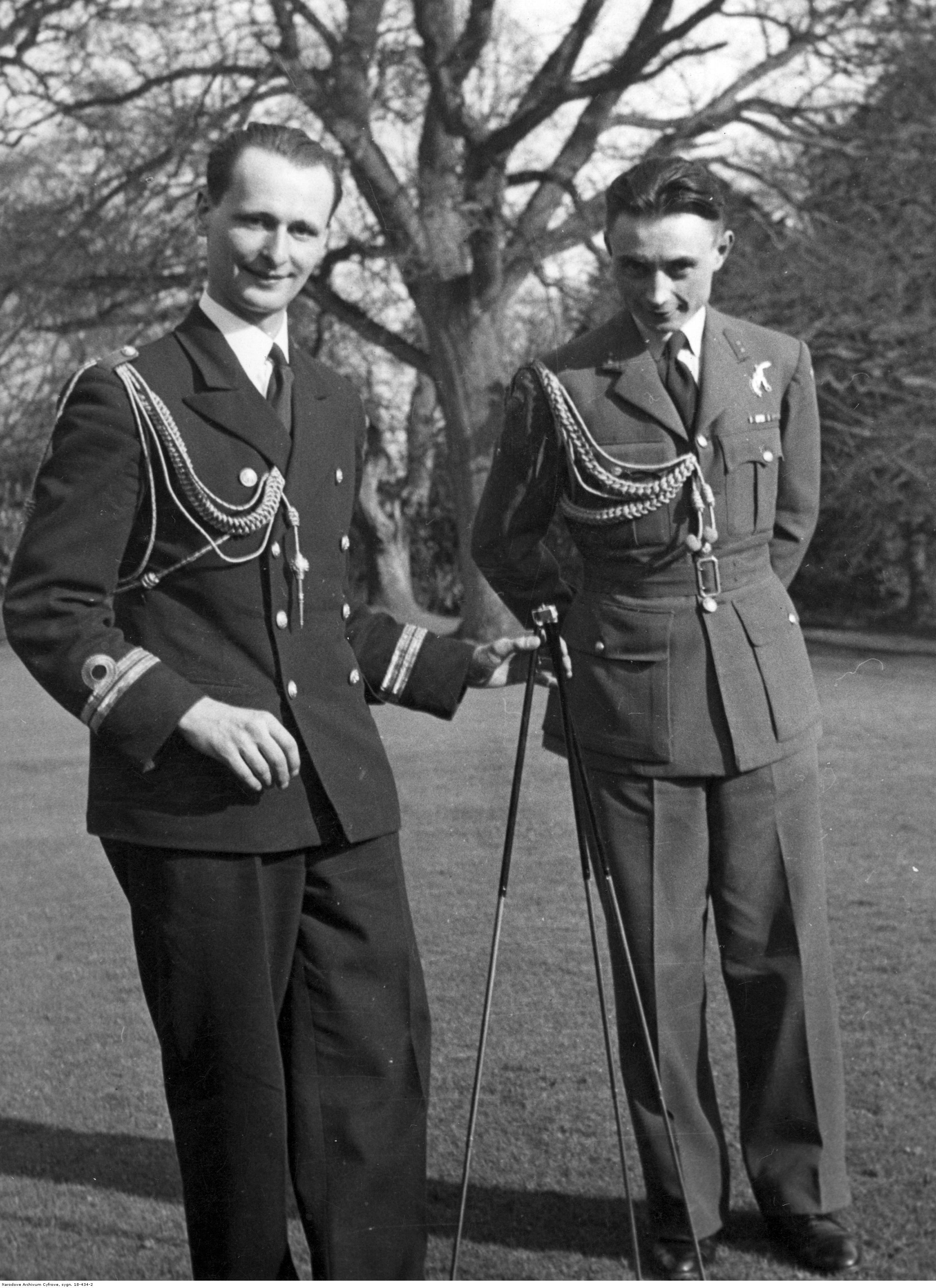
Adiutanci gen. Władysława Sikorskiego por. marynarki Józef Ponikiewski i por. pilot Czesław Główczyński

## Życiorys
Syn Hipolita i Elizy z Kęszyckich, ochrzczony w 1917 w Oporowie (jego ojcem chrzestnym został Stefan Ponikiewski z Drobnina). W latach 1926–1934 był uczniem gimnazjum w Gostyniu (zdał tam maturę). Przez rok był studentem w Wyższej Szkole Handlowej w Poznaniu, aby w 1935 zdać do Szkoły Podchorążych Marynarki Wojennej w Toruniu (obecnie Akademia Marynarki Wojennej im. Bohaterów Westerplatte). Po ukończeniu szkoły pozostał w marynarce wojennej i służył na ORP Grom jako III oficer artylerii. Okręt ten w ramach planu Peking został wycofany 30 sierpnia 1939 do Wielkiej Brytanii. Tam Ponikiewski został adiutantem (w stopniu porucznika marynarki – 3 maja 1941) generała Władysława Sikorskiego. Zginął 4 lipca 1943 w katastrofie w Gibraltarze.
Pochowany został w lipcu 1943 na cmentarzu w Newark-on-Trent.
W grudniu 2010, w ramach śledztwa Instytutu Pamięci Narodowej dokonano ekshumacji poległych w katastrofie w Gibraltarze oficerów, w celu przeprowadzenia badań w Zakładzie Medycyny Sądowej Collegium Medicum Uniwersytetu Jagiellońskiego w Krakowie. Po badaniach, 7 grudnia 2010 roku, odbył się pogrzeb kpt. Józefa Ponikiewskiego. Jego szczątki spoczęły w podziemiach rodzinnej kaplicy w Oporowie.
Pośmiertnie odznaczony Srebrnym Krzyżem Zasługi z Mieczami i Medalem Morskim. 1 grudnia 2010 został także pośmiertnie odznaczony Krzyżem Kawalerskim Orderu Odrodzenia Polski.